# Alakai
 (juillet 2025).
Si vous disposez d'ouvrages ou d'articles de référence ou si vous connaissez des sites web de qualité traitant du thème abordé ici, merci de compléter l'article en donnant les références utiles à sa vérifiabilité et en les liant à la section « Notes et références ».
L’Alakai est un navire à grande vitesse de catégorie B de 107 mètres. C'est un navire roulier à passagers ayant une capacité de 866 passagers et 282 voitures ; sa vitesse de croisière est de 35 nœuds.

## Construction
Sa construction a débuté en juin 2004 sous le nom de projet Auto express 107 sous le numéro de coque 615 au chantier Austal USA, situé à Mobile, Alabama, filiale du constructeur australien Austal ; son sister-ship est le Huakai. Le reportage de la saison 4 de MegaStructures (en) qui lui est consacré détaille sa construction. Il a reçu le prix Engineering Project of the Year 2007 de l'association MACE. Il était, lors de son lancement, le plus grand navire en aluminium construit aux États-Unis.

## Mise en service
Le navire a été lancé en janvier 2007, il est arrivé à Honolulu en juin 2007, et a effectué sa première rotation le 26 août 2007.
En février 2008, le navire subit un arrêt technique de deux mois pour permettre notamment sa mise en cale sèche annuelle. Il reprend la mer en avril 2008, peu de temps après la fermeture de la compagnie aérienne Aloha Airlines.

## Arrêt des rotations
Le 17 mars 2009, la Cour suprême d'Hawaï déclare contraire à la constitution la réglementation permettant au navire de naviguer sans qu'ait été effectuée une étude d'impact environnementale.
L’Alakai fit une dernière rotation afin de ramener les passagers dans leurs îles de résidence, la compagnie annula toutes les réservations en cours.
La compagnie Hawaii Superferry tenta de trouver d'autres marchés pour exploiter le navire, en gardant la possibilité d'une reprise des rotations sur Hawaï une fois l'étude environnementale réalisée, mais finit par abandonner le navire à quai.

## Acquisation par l'administration américaine
En janvier 2010, l'administration maritime des États-Unis (MARAD) annonça qu’Alakai et Huakai seraient utilisés comme moyens d'assistance aux personnes victimes du séisme de janvier 2010 à Haïti.
Le 13 septembre 2010, Alakai et Huakai furent vendus aux enchères pour la somme de 25 millions de dollars US chacun, et achetés par la MARAD.

## Programme JHSV
Ces deux navires concrétisèrent le point de départ du programme JHSV qui avait pour prototype depuis 2002 le Westpac Express. Le 8 septembre 2011 fut mis à l'eau le premier Joint High Speed Vessel construit en tant que tel sous le nom de USNS Spearhead.